# Synagoge (Gelnhausen)

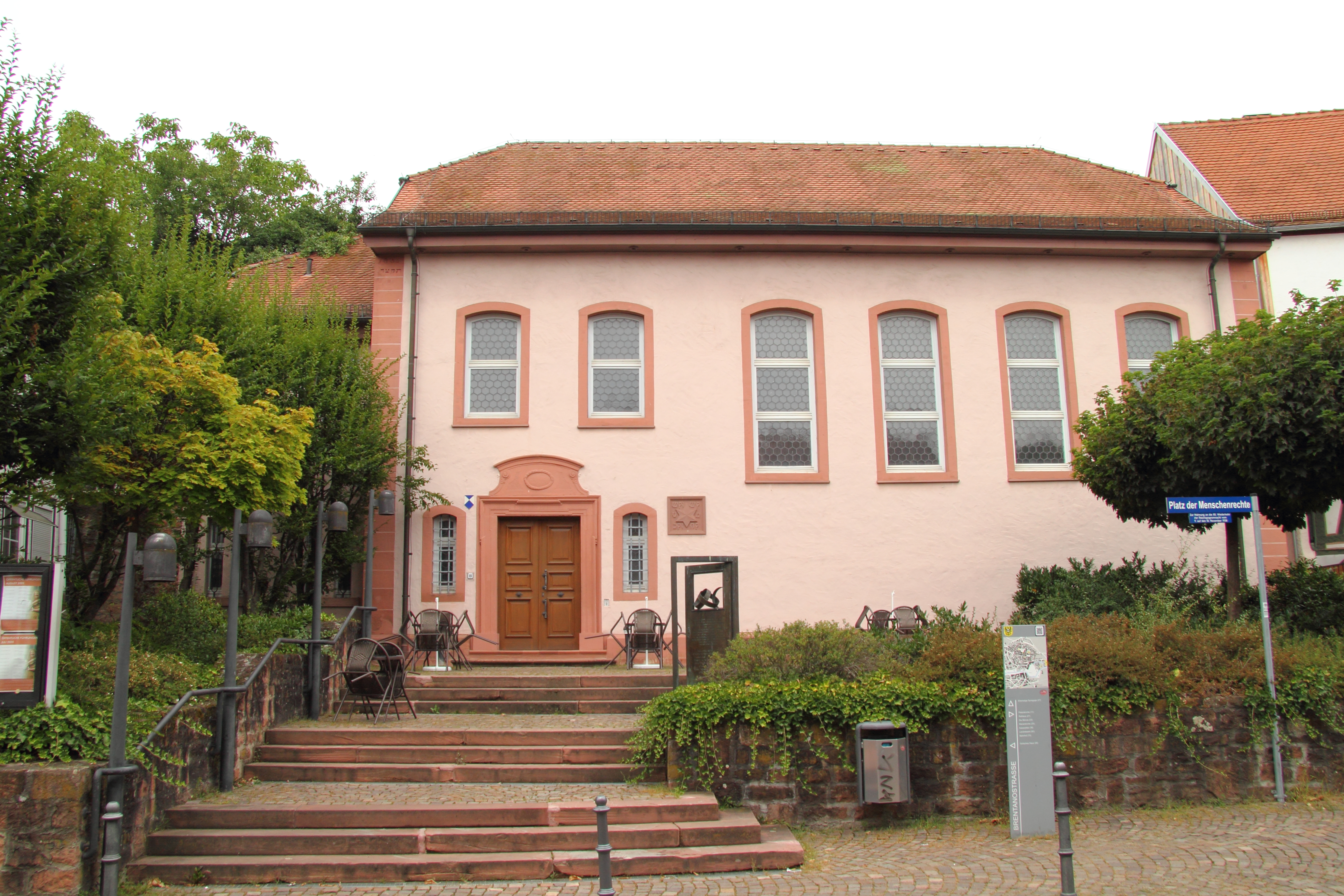
Synagoge Gelnhausen

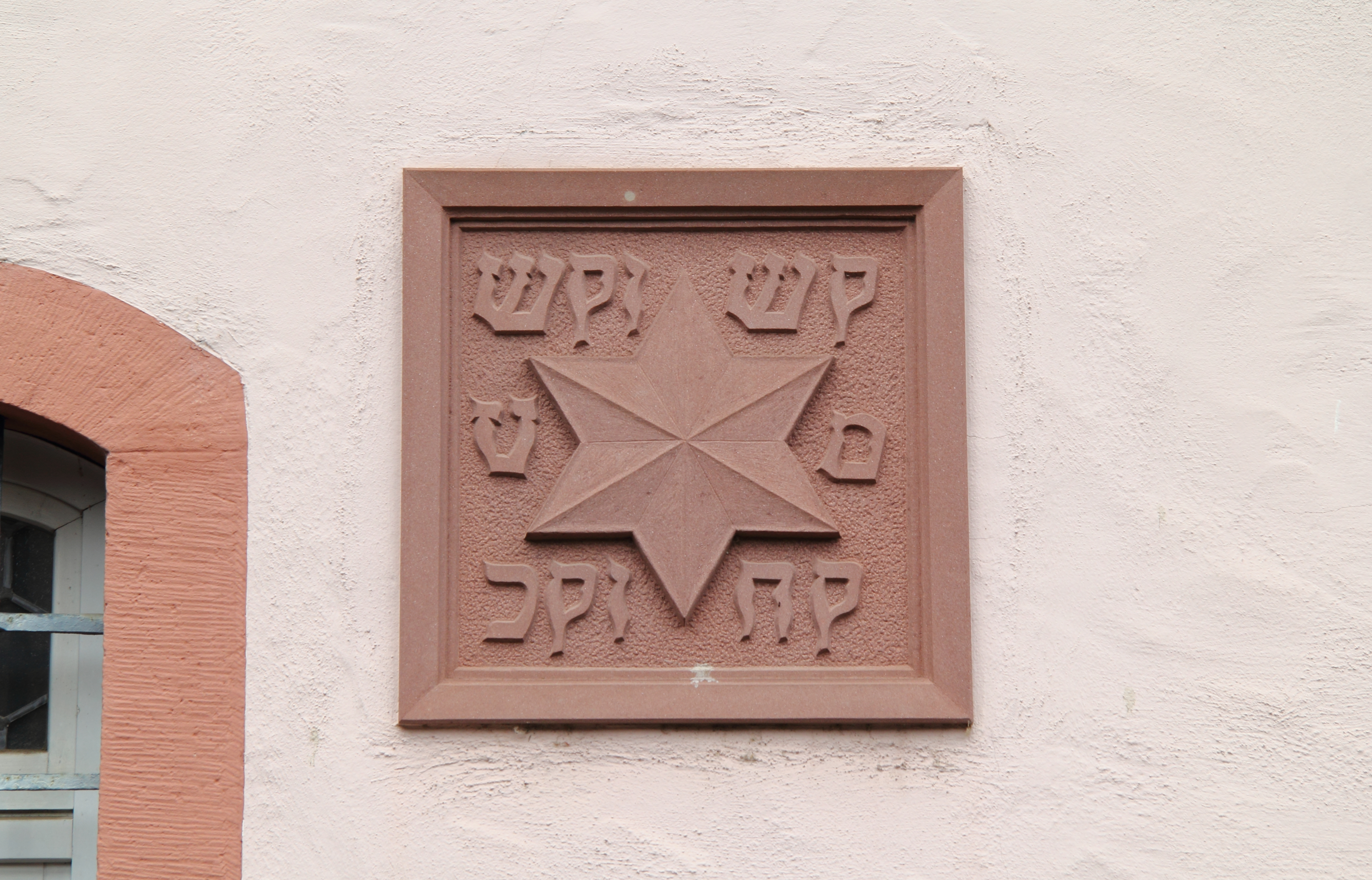
Gedenkstein an der Außenmauer der Synagoge

Die Synagoge Gelnhausen ist die ehemalige Synagoge von Gelnhausen im Main-Kinzig-Kreis in Hessen.

## Lage
Die ehemalige Synagoge liegt in der Brentanostraße 8–10, im Kern der Altstadt von Gelnhausen, nur wenige Schritte südwestlich des Untermarktes.

## Gemeinde

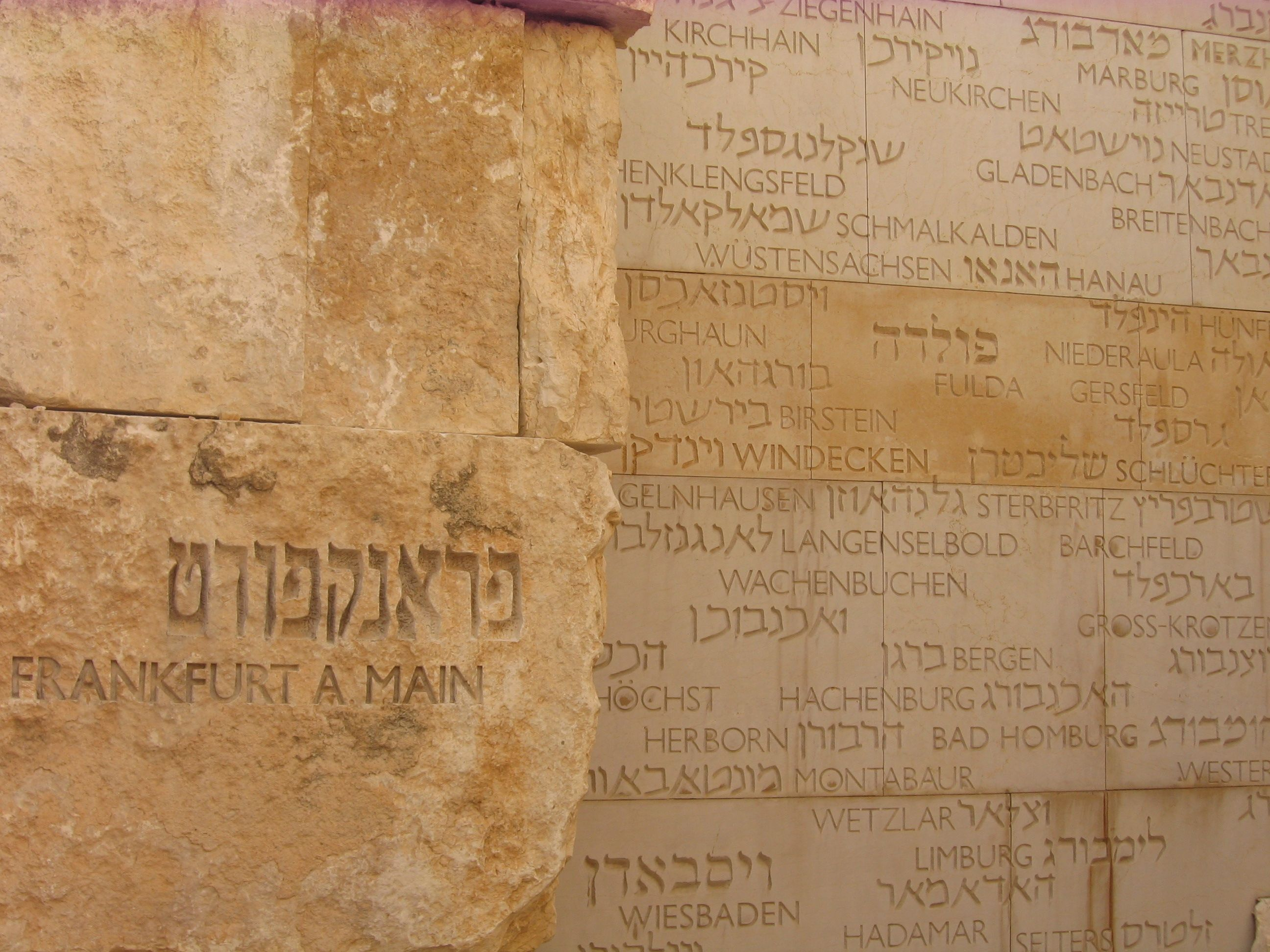
Gedenkinschrift für jüdische Gemeinden im Tal der Gemeinden in Yad Vashem, unter anderem auch für die in Gelnhausen

Seit dem 13. Jahrhundert wohnten Juden in Gelnhausen, eine erste Synagoge wird 1348 erwähnt. 1349 kam es in Gelnhausen zu einem Pestpogrom, bei dem alle Juden verbrannt wurden. 1352 bestand aber wieder eine „Judenschule“ und 1356 eine Judengasse. 1576 wurden die Juden erneut vertrieben. 1599 leben wieder Juden in der Stadt. Der Pfandherr von Gelnhausen, Graf Philipp Ludwig II. von Hanau-Münzenberg, förderte aus wirtschaftlichen Gründen die Ansiedlung jüdischer Gemeinden in seinem Einflussgebiet, so etwa auch in Hanau. Die Gemeinde bestand, bis sie sich nach 1933 unter dem Nazi-Terror 1938 auflöste.

## Gebäude

### Vorgängerbauten
Bauliche Reste der 1348 erwähnten Synagoge sind nicht bekannt. Vermutlich 1601 errichteten die Ende des 16. Jahrhunderts wieder in Gelnhausen lebende Gemeinde eine neue Synagoge. Ob das auf den Resten der mittelalterlichen Synagoge geschah, ist nicht gesichert, aber einiges spricht dafür. Dieser Neubau wurde – wie die gesamte Stadt – im Dreißigjährigen Krieg zerstört. 1650 wurde an Stelle der zerstörten Synagoge ein Neubau errichtet. Über sein Aussehen ist nichts bekannt.

### Heutiges Gebäude

#### Gestalt
Die Synagoge liegt in der Brentanostraße, die bis 1900 „Judengasse“ hieß. Die Synagoge ist ein schlichter, traufständiger Bau, der an die Stadtbefestigung angelehnt war. Die Hauptfassade wird durch sechs Stichbogenfenster gegliedert. Hier befindet sich im Westen asymmetrisch eingefügt der Eingang, der die Breite von zwei darüber liegenden Fensterachsen einnimmt. Der Saal schließt sich mit vier Fensterachsen östlich an.
Das Gebäude ist überwiegend aus Buntsandstein errichtet, der im nahegelegenen Spessart vorkommt.

#### Geschichte
Ob der Synagogenbau von 1734 ein Umbau des Gebäudes von 1650 oder weitgehend ein barocker Neubau war, ist ebenfalls nicht bekannt. Die verwendeten Architekturformen verweisen auf das Umfeld von Louis Remy de la Fosse, der in dieser Zeit in Darmstadt tätig war. 1834 wurde das Gebäude in großem Umfang renoviert.
1938 löste sich die jüdische Gemeinde in Gelnhausen auf und verkaufte das Areal im Juli für 10.400 RM an einen „arischen“ Kaufmann. Die Kultgegenstände waren zuvor an die jüdische Gemeinde in Frankfurt am Main abgegeben worden, ihr Verbleib ist unbekannt. In der Nacht vom 3. auf den 4. Juni 1938, die als „Gelnhäuser Kristallnacht“ gilt, wurden die zwei Türen der Synagoge zugemauert und die Fenster der Synagoge sowie des jüdischen Gemeindehauses mit Steinen beworfen. Im Novemberpogrom 1938 blieb das Gebäude unbehelligt. Zu dieser Zeit lebten keine Juden mehr in Gelnhausen, und so richtete sich der Hass der Bevölkerung gegen die Toten; auf dem jüdischen Friedhof an der Kinzig wurden einige Grabsteine umgeworfen. Zu dem Areal gehörten neben dem Synagogengebäude weitere Bauten der Gemeinde, die um einen kleinen innen liegenden Platz gruppiert waren: Eine Mikwe, eine Jeschiwa (Schule), die auch als Werktagssynagoge diente, das Wohnhaus des Rabbiners und die vermutlich mittelalterliche Einfassungsmauer, die das Grundstück zur Straße hin begrenzte.
Nach dem Zweiten Weltkrieg, der durch Einschüsse seine Spuren am Gebäude hinterließ, war die Zahl der jüdischen Rückkehrer zu gering, um die Synagoge wieder sakral zu nutzen, obwohl es derartige Bemühungen gab. 1969 veräußerte der letzte private Eigentümer das Gelände an die Kreishandwerkerschaft, die beabsichtigte, hier eine Lehrwerkstatt für auszubildende Kfz-Techniker einzurichten. Das verzögerte sich und ab 1973 begann sich die damals im Aufwind befindliche Denkmalschutzbewegung und kurz darauf auch die staatliche Denkmalpflege der Angelegenheit anzunehmen. Bevor diese Intervention von Erfolg gekrönt war, siegte 1975 zunächst noch einmal eine überholte Verkehrspolitik: Alle Nebengebäude, Mikwe, Jeschiwa und die vermutlich mittelalterliche Einfassungsmauer wurden zugunsten eines Parkplatzes abgerissen.
Das Synagogengebäude wurde zunächst durch eine Gruppe von Studenten der Kunstgeschichte an der Johann Wolfgang Goethe-Universität, Frankfurt am Main entrümpelt und gesichert. 1981 kaufte die Stadt das Gebäude mit Mitteln aus dem Fonds von Lotto Hessen. 1983 begannen die umfangreichen Sanierungsarbeiten. Der Gelnhäuser Geschichtsverein, die Stadt Gelnhausen und das Land Hessen warben erforderliche Gelder ein oder stellten sie bereit. Als die Mittel zwischenzeitlich ausgingen, musste ein vorübergehender Baustopp verfügt werden.
Nachdem 1986 die Sanierung abgeschlossen war, ist die ehemalige Synagoge ein Ort kultureller Begegnung in Gelnhausen. Vor allem kleine Musikkonzerte und Ausstellungen finden dort statt. Die ehemalige Synagoge ist ein Kulturdenkmal nach dem Hessischen Denkmalschutzgesetz.
Gut erhalten ist der wenige hundert Meter südöstlich gelegene Jüdische Friedhof Gelnhausen.